# MNM Hits
MNM Hits is een van de radiozenders van de VRT die via digitale radio en internet te beluisteren valt.
MNM Hits is de zusterzender van MNM dat op 5 januari 2009 als opvolger van Donna hitbits werd gestart. De reden hiervoor was omdat Donna op die dag plaatsmaakte voor het nieuwe radiostation MNM en dit station dus mee van naam veranderde.
Het zendt de grootste hits van vroeger en nu uit, zonder reclame of presentatoren. Om het uur is er het nieuws van de moederzender MNM. Tot 17 oktober 2017 werd er uitgezonden via DAB, op deze dag stapte alle VRT-netten over op de DAB+-standaard.
Daarnaast was MNM Hits niet het enige extra digitale kanaal van MNM van 2018 t/m 1 september 2024. Dit waren de zenders MNM R&Beats en MNM Throwback.. 
MNM Hits is te beluisteren via DAB+, digitale televisie en via het internet aan de hand van streaming via o.a. VRT Max, de MNM-app, Radioplayer en TuneIn.